# Partecipanti alla Vuelta a España 2017
Elenco dei partecipanti alla Vuelta a España 2017.
La Vuelta a España 2017 fu la settantaduesima edizione della corsa. Alla competizione presero parte 22 squadre, le diciotto iscritte all'UCI World Tour 2017 e le quattro squadre invitate (la francese Cofidis, la spagnola Caja Rural-Seguros RGA, l'irlandese Aqua Blue Sport, la colombiana Manzana Postobón Team), tutte di categoria UCI Professional Continental), ciascuna delle quali composta da nove corridori, per un totale di 198 ciclisti. La corsa partì il 19 agosto da Nîmes, in Francia, e terminò il 10 settembre a Madrid. I corridori che conclusero la corsa furono 158.

## Corridori per squadra
È riportato l'elenco dei corridori iscritti, il loro numero di gara e il loro risultato; sotto in legenda vengono riportati i dettagli dell'elenco.
| Trek-Segafredo          | Trek-Segafredo          | Trek-Segafredo          | AG2R La Mondiale                | AG2R La Mondiale                | AG2R La Mondiale                | FDJ                             | FDJ                             | FDJ                             |
| ----------------------- | ----------------------- | ----------------------- | ------------------------------- | ------------------------------- | ------------------------------- | ------------------------------- | ------------------------------- | ------------------------------- |
| 1                       | Alberto Contador        | 5º                      | 81                              | Romain Bardet                   | 17º                             | 161                             | Arnaud Courteille               | 103º                            |
| 2                       | Edward Theuns           | 91º                     | 82                              | Clément Chevrier                | 61º                             | 162                             | Marc Fournier                   | R 3ª                            |
| 3                       | Markel Irizar           | 119º                    | 83                              | Nico Denz                       | NP 16ª                          | 163                             | Daniel Hoelgaard                | 125º                            |
| 4                       | Julien Bernard          | 85º                     | 84                              | Axel Domont                     | NP 14ª                          | 164                             | Johan Le Bon                    | R 9ª                            |
| 5                       | Jesús Hernández         | 64º                     | 85                              | Julien Duval                    | 108º                            | 165                             | Tobias Ludvigsson (Cr.)         | 59º                             |
| 6                       | Jarlinson Pantano (Cr.) | 33º                     | 86                              | Alexandre Geniez                | NP 16ª                          | 166                             | Jérémy Maison                   | 63º                             |
| 7                       | John Degenkolb          | NP 5ª                   | 87                              | Alexis Gougeard                 | 99º                             | 167                             | Lorrenzo Manzin                 | 156º                            |
| 8                       | Koen de Kort            | 77º                     | 88                              | Hugo Houle                      | 115º                            | 168                             | Anthony Roux                    | 52º                             |
| 9                       | Peter Stetina           | 31º                     | 89                              | Domenico Pozzovivo              | R 11ª                           | 169                             | Odd Christian Eiking            | NP 21ª                          |
| D.S.: Steven de Jongh   | D.S.: Steven de Jongh   | D.S.: Steven de Jongh   | D.S.: Julien Jurdie             | D.S.: Julien Jurdie             | D.S.: Julien Jurdie             | D.S.: Thierry Bricaud           | D.S.: Thierry Bricaud           | D.S.: Thierry Bricaud           |
| Quick-Step Floors       | Quick-Step Floors       | Quick-Step Floors       | Cannondale-Drapac               | Cannondale-Drapac               | Cannondale-Drapac               | Team Dimension Data             | Team Dimension Data             | Team Dimension Data             |
| 11                      | David de la Cruz        | R 20ª                   | 91                              | Michael Woods                   | 7º                              | 171                             | Igor Antón                      | 35º                             |
| 12                      | Julian Alaphilippe      | 68º                     | 92                              | Brendan Canty                   | 113º                            | 172                             | Nicolas Dougall                 | R 6ª                            |
| 13                      | Eros Capecchi           | 104º                    | 93                              | Simon Clarke                    | 74º                             | 173                             | Youcef Reguigui (Lin.)          | R 5ª                            |
| 14                      | Tim Declercq            | 129º                    | 94                              | Joseph Dombrowski               | 101º                            | 174                             | Omar Fraile                     | R 13ª                           |
| 15                      | Bob Jungels (Lin.)      | 42º                     | 95                              | Thomas Scully                   | 153º                            | 175                             | J. Janse van Rensburg           | 82º                             |
| 16                      | Enric Mas               | 71º                     | 96                              | Toms Skujiņš                    | 123º                            | 176                             | Ben King                        | NP 3ª                           |
| 17                      | Yves Lampaert (Cr.)     | 136º                    | 97                              | William Clarke                  | 157º                            | 177                             | Merhawi Kudus                   | R 7ª                            |
| 18                      | Niki Terpstra           | 130º                    | 98                              | Davide Villella                 | 97º                             | 178                             | Lachlan Morton                  | 90º                             |
| 19                      | Matteo Trentin          | 84º                     | 99                              | Tom Van Asbroeck                | 133º                            | 179                             | Serge Pauwels                   | NP 12ª                          |
| D.S.: Rik Van Slycke    | D.S.: Rik Van Slycke    | D.S.: Rik Van Slycke    | D.S.: Juan Manuel Gárate        | D.S.: Juan Manuel Gárate        | D.S.: Juan Manuel Gárate        | D.S.: Alex Sans Vega            | D.S.: Alex Sans Vega            | D.S.: Alex Sans Vega            |
| Team Sky                | Team Sky                | Team Sky                | Team Katusha-Alpecin            | Team Katusha-Alpecin            | Team Katusha-Alpecin            | Cofidis                         | Cofidis                         | Cofidis                         |
| 21                      | Chris Froome            | 1º                      | 101                             | Il'nur Zakarin                  | 3º                              | 181                             | Guillaume Bonnafond             | 88º                             |
| 22                      | Christian Knees         | 124º                    | 102                             | Maksim Bel'kov                  | 134º                            | 182                             | Luis Ángel Maté                 | 24º                             |
| 23                      | Salvatore Puccio        | 78º                     | 103                             | Sven Erik Bystrøm               | NP 8ª                           | 183                             | Daniel Navarro                  | 81º                             |
| 24                      | David López García      | 66º                     | 104                             | José Gonçalves                  | R 6ª                            | 184                             | Anthony Perez                   | 80º                             |
| 25                      | Gianni Moscon (Cr.)     | 27º                     | 105                             | Marco Haller                    | 118º                            | 185                             | Stéphane Rossetto               | 54º                             |
| 26                      | Mikel Nieve             | 16º                     | 106                             | Alberto Losada                  | 72º                             | 186                             | Anthony Turgis                  | R 15ª                           |
| 27                      | Wout Poels              | 6º                      | 107                             | Michael Mørkøv                  | 137º                            | 187                             | Jimmy Turgis                    | 117º                            |
| 28                      | Diego Rosa              | 53º                     | 108                             | Matvej Mamykin                  | R 19ª                           | 188                             | Jonas Van Genechten             | R 7ª                            |
| 29                      | Ian Stannard            | 148º                    | 109                             | Rein Taaramäe                   | 147º                            | 189                             | Kenneth Vanbilsen               | 146º                            |
| D.S.: Nicolas Portal    | D.S.: Nicolas Portal    | D.S.: Nicolas Portal    | D.S.: Xavier Florencio          | D.S.: Xavier Florencio          | D.S.: Xavier Florencio          | D.S.: Christian Guiberteau      | D.S.: Christian Guiberteau      | D.S.: Christian Guiberteau      |
| BMC Racing Team         | BMC Racing Team         | BMC Racing Team         | Team Lotto NL-Jumbo             | Team Lotto NL-Jumbo             | Team Lotto NL-Jumbo             | Caja Rural-Seguros RGA          | Caja Rural-Seguros RGA          | Caja Rural-Seguros RGA          |
| 31                      | Damiano Caruso          | 109º                    | 111                             | Steven Kruijswijk               | 9º                              | 191                             | Sergio Pardilla                 | 15º                             |
| 32                      | Alessandro De Marchi    | 70º                     | 112                             | George Bennett                  | NP 12ª                          | 192                             | David Arroyo                    | 89º                             |
| 33                      | Rohan Dennis (Cr.)      | NP 16ª                  | 113                             | Antwan Tolhoek                  | 28º                             | 193                             | Fabricio Ferrari                | 56º                             |
| 34                      | Kilian Frankiny         | NP 16ª                  | 114                             | Koen Bouwman                    | 41º                             | 194                             | Lluís Mas                       | 83º                             |
| 35                      | Daniel Oss              | NP 17ª                  | 115                             | Stef Clement                    | 29º                             | 195                             | Rafael Reis                     | 132º                            |
| 36                      | Nicolas Roche           | 14º                     | 116                             | Floris De Tier                  | 62º                             | 196                             | Jaime Rosón                     | 26º                             |
| 37                      | Loïc Vliegen            | 112º                    | 117                             | Bert-Jan Lindeman               | 110º                            | 197                             | Diego Rubio                     | 127º                            |
| 38                      | Tejay van Garderen      | 10º                     | 118                             | Juan José Lobato                | 114º                            | 198                             | Héctor Sáez                     | 76º                             |
| 39                      | Francisco Ventoso       | 92º                     | 119                             | Daan Olivier                    | 60º                             | 199                             | Nicholas Schultz                | 111º                            |
| D.S.: Yvon Ledanois     | D.S.: Yvon Ledanois     | D.S.: Yvon Ledanois     | D.S.: Grischa Niermann          | D.S.: Grischa Niermann          | D.S.: Grischa Niermann          | D.S.: Eugenio Goikoetxea        | D.S.: Eugenio Goikoetxea        | D.S.: Eugenio Goikoetxea        |
| Orica-Scott             | Orica-Scott             | Orica-Scott             | UAE Team Emirates               | UAE Team Emirates               | UAE Team Emirates               | Aqua Blue Sport                 | Aqua Blue Sport                 | Aqua Blue Sport                 |
| 41                      | Esteban Chaves          | 11º                     | 121                             | Rui Costa                       | 43º                             | 201                             | Adam Blythe                     | 155º                            |
| 42                      | Sam Bewley              | 143º                    | 122                             | Darwin Atapuma                  | 20º                             | 202                             | Mark Christian                  | 138º                            |
| 43                      | Jack Haig               | 21º                     | 123                             | Anass Aït El Abdia              | R 2ª                            | 203                             | Stefan Denifl                   | 58º                             |
| 44                      | Magnus Cort Nielsen     | 126º                    | 124                             | Louis Meintjes                  | 12º                             | 204                             | Aaron Gate                      | 140º                            |
| 45                      | Christopher Juul Jensen | 107º                    | 125                             | Sacha Modolo                    | 131º                            | 205                             | Lasse Norman Hansen             | 139º                            |
| 46                      | Svein Tuft (Cr.)        | NP 16ª                  | 126                             | Matej Mohorič                   | 30º                             | 206                             | Michel Kreder                   | 128º                            |
| 47                      | Carlos Verona           | 73º                     | 127                             | Przemysław Niemiec              | 86º                             | 207                             | Lawrence Warbasse               | R 7ª                            |
| 48                      | Adam Yates              | 34º                     | 128                             | Jan Polanc (Lin.)               | 38º                             | 208                             | Peter Koning                    | 141º                            |
| 49                      | Simon Yates             | 44º                     | 129                             | Federico Zurlo                  | 149º                            | 209                             | Conor Dunne                     | 158º                            |
| D.S.: Neil Stephens     | D.S.: Neil Stephens     | D.S.: Neil Stephens     | D.S.: Simone Pedrazzini         | D.S.: Simone Pedrazzini         | D.S.: Simone Pedrazzini         | D.S.: Nicki Sørensen            | D.S.: Nicki Sørensen            | D.S.: Nicki Sørensen            |
| Movistar Team           | Movistar Team           | Movistar Team           | Astana Pro Team                 | Astana Pro Team                 | Astana Pro Team                 | Manzana Postobón Team           | Manzana Postobón Team           | Manzana Postobón Team           |
| 51                      | Jorge Arcas             | NR 12ª                  | 131                             | Fabio Aru (Lin.)                | 13º                             | 211                             | Aldemar Reyes                   | 45º                             |
| 52                      | Carlos Alberto Betancur | NP 7ª                   | 132                             | Pello Bilbao                    | 23º                             | 212                             | Hernán Aguirre                  | 37º                             |
| 53                      | Richard Carapaz         | 36º                     | 133                             | Sergej Černeckij                | 94º                             | 213                             | Hernando Bohórquez              | 93º                             |
| 54                      | Rubén Fernández Andújar | R 15ª                   | 134                             | Laurens De Vreese               | 122º                            | 214                             | Fernando Orjuela                | 135º                            |
| 55                      | Daniel Moreno           | 18º                     | 135                             | Jesper Hansen                   | R 8ª                            | 215                             | Juan Felipe Osorio              | 87º                             |
| 56                      | Nélson Oliveira         | 47º                     | 136                             | Miguel Ángel López              | 8º                              | 216                             | Sebastián Molano                | 152º                            |
| 57                      | Antonio Pedrero         | 51º                     | 137                             | Aleksej Lucenko                 | 75º                             | 217                             | Bernardo Suaza                  | 49º                             |
| 58                      | José Joaquín Rojas      | 22º                     | 138                             | Luis León Sánchez               | 32º                             | 218                             | Ricardo Vilela                  | 50º                             |
| 59                      | Marc Soler              | 48º                     | 139                             | Nikita Stal'nov                 | 145º                            | 219                             | Jetse Bol                       | 69º                             |
| D.S.: José Luis Arrieta | D.S.: José Luis Arrieta | D.S.: José Luis Arrieta | D.S.: Aleksandr Šefer           | D.S.: Aleksandr Šefer           | D.S.: Aleksandr Šefer           | D.S.: Luis Fernando Saldarriaga | D.S.: Luis Fernando Saldarriaga | D.S.: Luis Fernando Saldarriaga |
| Team Sunweb             | Team Sunweb             | Team Sunweb             | Lotto-Soudal                    | Lotto-Soudal                    | Lotto-Soudal                    |                                 |                                 |                                 |
| 61                      | Wilco Kelderman         | 4º                      | 141                             | Sander Armée                    | 19º                             |                                 |                                 |                                 |
| 62                      | Warren Barguil          | NP 8ª                   | 142                             | Bart De Clercq                  | 40º                             |                                 |                                 |                                 |
| 63                      | Johannes Fröhlinger     | 120º                    | 143                             | Thomas De Gendt                 | 57º                             |                                 |                                 |                                 |
| 64                      | Chad Haga               | 98º                     | 144                             | Jens Debusschere                | R 9ª                            |                                 |                                 |                                 |
| 65                      | Chris Hamilton          | 121º                    | 145                             | Tomasz Marczyński               | 55º                             |                                 |                                 |                                 |
| 66                      | Lennard Hofstede        | R 12ª                   | 146                             | Rémy Mertz                      | 150º                            |                                 |                                 |                                 |
| 67                      | Lennard Kämna           | NP 17ª                  | 147                             | Maxime Monfort                  | NP 18ª                          |                                 |                                 |                                 |
| 68                      | Søren Kragh Andersen    | 106º                    | 148                             | Jelle Wallays                   | 151º                            |                                 |                                 |                                 |
| 69                      | Sam Oomen               | R 14ª                   | 149                             | Adam Hansen                     | 95º                             |                                 |                                 |                                 |
| D.S.: Marc Reef         | D.S.: Marc Reef         | D.S.: Marc Reef         | D.S.: Mario Aerts               | D.S.: Mario Aerts               | D.S.: Mario Aerts               |                                 |                                 |                                 |
| Bora-Hansgrohe          | Bora-Hansgrohe          | Bora-Hansgrohe          | Bahrain-Merida Pro Cycling Team | Bahrain-Merida Pro Cycling Team | Bahrain-Merida Pro Cycling Team |                                 |                                 |                                 |
| 71                      | Rafał Majka             | 39º                     | 151                             | Vincenzo Nibali                 | 2º                              |                                 |                                 |                                 |
| 72                      | Emanuel Buchmann        | 65º                     | 152                             | Valerio Agnoli                  | 79º                             |                                 |                                 |                                 |
| 73                      | Michael Kolář           | R 2ª                    | 153                             | Manuele Boaro                   | 116º                            |                                 |                                 |                                 |
| 74                      | Cesare Benedetti        | R 8ª                    | 154                             | Iván García Cortina             | 100º                            |                                 |                                 |                                 |
| 75                      | Patrick Konrad          | 96º                     | 155                             | Javier Moreno                   | R 2ª                            |                                 |                                 |                                 |
| 76                      | Christoph Pfingsten     | 142º                    | 156                             | Antonio Nibali                  | 102º                            |                                 |                                 |                                 |
| 77                      | Paweł Poljański         | 67º                     | 157                             | Domen Novak                     | 105º                            |                                 |                                 |                                 |
| 78                      | Andreas Schillinger     | 144º                    | 158                             | Franco Pellizotti               | 25º                             |                                 |                                 |                                 |
| 79                      | Michael Schwarzmann     | 154º                    | 159                             | Giovanni Visconti               | 46º                             |                                 |                                 |                                 |
| D.S.: Steffen Radochla  | D.S.: Steffen Radochla  | D.S.: Steffen Radochla  | D.S.: Alberto Volpi             | D.S.: Alberto Volpi             | D.S.: Alberto Volpi             |                                 |                                 |                                 |

### Legenda
| Legenda      | Legenda | Legenda               | Legenda                                                  |
| ------------ | --- | --------------------- | -------------------------------------------------------- |
| Dorsale      | Dorsale di partenza del ciclista | Posizione             | Posizione finale nella classifica generale               |
| Maglia rossa | Indica il vincitore della classifica generale                                                                                        | Maglia bianco-azzurra | Indica il vincitore della classifica dei GPM             |
| Maglia verde | Indica il vincitore della classifica a punti                                                                                         | Maglia bianca         | Indica il vincitore della classifica combinata           |
| NP           | Indica un ciclista che non è ripartito in una tappa                                                                                  | R                     | Indica un ciclista che si è ritirato in una tappa        |
| FTM          | Indica un ciclista che ha concluso una tappa fuori tempo, ossia ha impiegato più tempo rispetto a quanto stabilito dal tempo massimo | EX                    | Corridore escluso per non aver rispettato il regolamento |

## Ciclisti per nazione
Le nazionalità rappresentate nella manifestazione sono 32; in tabella il numero dei ciclisti suddivisi per la propria nazione di appartenenza:
| Numero ciclisti | Nazione                                                                                                   |
| --------------- | --- |
| 31              | Spagna |
| 20              | Francia, Italia                                                                                           |
| 17              | Belgio |
| 15              | Paesi Bassi                                                                                               |
| 12              | Colombia                                                                                                  |
| 9               | Australia, Germania                                                                                       |
| 6               | Danimarca, Gran Bretagna, Stati Uniti                                                                     |
| 5               | Portogallo                                                                                                |
| 4               | Nuova Zelanda, Polonia, Russia                                                                            |
| 3               | Austria, Canada, Norvegia, Slovenia, Sudafrica                                                            |
| 2               | Kazakistan, Irlanda                                                                                       |
| 1               | Algeria, Ecuador, Eritrea, Estonia, Lettonia, Lussemburgo, Marocco, Slovacchia, Svezia, Svizzera, Uruguay |